# Aleksandr Kislicyn
Aleksandr Kislicyn (ros.: Александр Кислицын, ur. 8 marca 1986 w Karagandzie) – kazachski piłkarz występujący na pozycji obrońcy. Były reprezentant reprezentacji Kazachstanu.

## Życiorys

### Kariera klubowa
Wychowanek kazachskiego klubu Szachtior Karaganda z Priemjer Ligasy (2006–2010). Następnie był zawodnikiem klubów piłkarskich: Toboł Kustanaj (2011–2012), Kajrat Ałmaty (2013–2014), Irtysz Pawłodar (2015–2016), Okżetpes Kokczetaw (2016), Irtysz Pawłodar (2017–2018), Okżetpes Kokczetaw (2019–2020) i Szachtior Karaganda (2020).   

### Kariera reprezentacyjna
Był reprezentantem Kazachstanu w kategorii U-21.
W seniorskiej reprezentacji Kazachstanu zadebiutował 11 października 2008 na stadionie Wembley (Londyn, Anglia) podczas kwalifikacji do Mistrzostw świata 2010 w przegranym 1:5 meczu przeciwko reprezentacji Anglii.   

## Sukcesy

### Klubowe
Kajrat Ałmaty
- Zdobywca Pucharu Kazachstanu: 2014